# Selena
Selena Quintanilla Pérez (ejtsd: [szelina kintanijja peresz], eredetileg Selena Quintanilla Zamora, Lake Jackson, Texas, USA, 1971. április 16. – Corpus Christi, 1995. március 31.), közismertebb nevén Selena, Grammy-díjas mexikói-amerikai származású texasi énekesnő volt, a latin pop, ezen belül is a texasi-mexikói zene, a tejano, a cumbia és a ranchera kiemelkedő alakja. 1995-ben, nem sokkal 24. születésnapja előtt gyilkosság áldozata lett egy szállodában.

## Pályafutása
Mexikói-amerikai származású szülők, Abraham Quintanilla és Marcella Ophelia Zamora lányaként látta meg a napvilágot. Igen fiatalon, ötéves korában kezdett énekelni, amikor édesapja megalapította a Selena y Los Dinos együttest. Első lemezét 1984-ben készítette egy helyi zenei kiadóval Mis primeras grabaciones („Az első felvételeim”) címen, ez azonban nem került akkor kereskedelmi forgalomba; utólag adták ki 1995-ben. Első díját 1987-ben nyerte a Tejano Zenei Díjakon.
1988-ban megismerkedett Chris Pérezszel, akinek saját együttese volt, majd két évvel később a család Selena együttesébe szerződtette. Selena és Chris hamarosan egymásba szerettek, ám a lány apja eleinte nem támogatta kapcsolatukat, mert féltette legfiatalabb gyermekét, ezért el is bocsátotta Christ az együttesből. Később titokban összeházasodtak, és végül Abraham Quintanilla belenyugodott kettejük szerelmébe. A boldogító igent 1992. április 2-án mondták ki egymásnak a texasi Nueces Countyban, Selena felvette a Pérez nevet.
1994-ben a 36. Grammy-díjátadón az Amor prohibido („Tiltott szerelem”) című albumával Grammy-díjat nyert „Az év mexikói-amerikai albuma” kategóriában. Összesen tizenegy albumot készített, halála után több postumus albumot is megjelentettek.

## Halála
1995 első hónapjaiban a Quintanilla család rájött, hogy Selena rajongói klubjának elnöke, bizonyos Yolanda Saldívar – akire Selena rábízta néhány butikjának vezetését – folyamatosan meglopta őt, ezért elhatározta, hogy elbocsátja. Nem sokkal később találkozót beszéltek meg egymással egy Corpus Christiben lévő szállodában az adósságok rendezésére, ahol Selena a pénzügyi papírokat próbálta tőle visszaszerezni. A találkozó azonban veszekedésbe torkollott, majd Saldívar fegyvert rántott és hátbalőtte a szobából segítségért kirohanó Selenát. A lány a kórházba szállítás után vérveszteség következtében meghalt. Yolanda Saldívart harminc évig tartó szabadságvesztésre ítélték, legkorábban 2025-ben szabadulhat.
Életéről film készült 1997-ben Dalok szárnyán címmel, Jennifer Lopez főszereplésével.

## Megemlékezés
Halálának 10. évfordulója alkalmából, az Univisión tévétársaság szervezésében 2005. április 7-én nagyszabású koncertet rendeztek a tiszteletére Texasban, a houstoni Reliant Stadiumban. A Selena ¡vive! („Selena él!”) című emlékkoncerten a legkiemelkedőbb latin előadók, mint Thalía, Gloria Estefan, Olga Tañón, Paulina Rubio stb. adták elő Selena legismertebb slágereit. Az estet a mexikói énekesnő, Thalía nyitotta meg a díjnyertes Amor prohibido című számmal. A koncerten elhangzott dalokból stúdióalbum CD és DVD is készült, bár ezek nem tartalmazták a teljes előadás anyagát.

## Diszkográfia
| Év   | Album                    |
| ---- | ------------------------ |
| 1984 | Mis primeras grabaciones |
| 1985 | The New Girl in Town     |
| 1986 | Alpha                    |
| 1987 | And the Winner is…       |
| 1988 | Preciosa                 |
| 1988 | Dulce amor               |

| Év   | Újbóli kiadás | Album            |
| ---- | ------------- | ---------------- |
| 1989 | 2002          | Selena           |
| 1990 | 2002          | Ven conmigo      |
| 1992 | 2002          | Entre a mi mundo |
| 1993 | 2002          | Selena Live!     |
| 1994 | 2002          | Amor prohibido   |

| Év   | Album                  |
| ---- | ---------------------- |
| 1995 | Dreaming of You        |
| 1996 | Siempre Selena         |
| 1999 | All My Hits Vol. 1     |
| 2002 | Ones (CD/DVD)          |
| 2003 | Greatest Hits (CD/DVD) |
| 2004 | Momentos íntimos       |
| 2005 | Selena ¡vive!          |
| 2012 | Enamorada De Ti        |

## Hangminták
- Como la flor (Entre a mi mundo, 1992/2002)
- Dreaming of You (Dreaming of You, 1995/2002)

## Fordítás
- Ez a szócikk részben vagy egészben  a   Selena című angol Wikipédia-szócikk fordításán alapul.  Az eredeti cikk szerkesztőit annak laptörténete sorolja fel. Ez a jelzés csupán a megfogalmazás eredetét és a szerzői jogokat jelzi, nem szolgál a cikkben szereplő információk forrásmegjelöléseként.